# Disputa sul trono tedesco

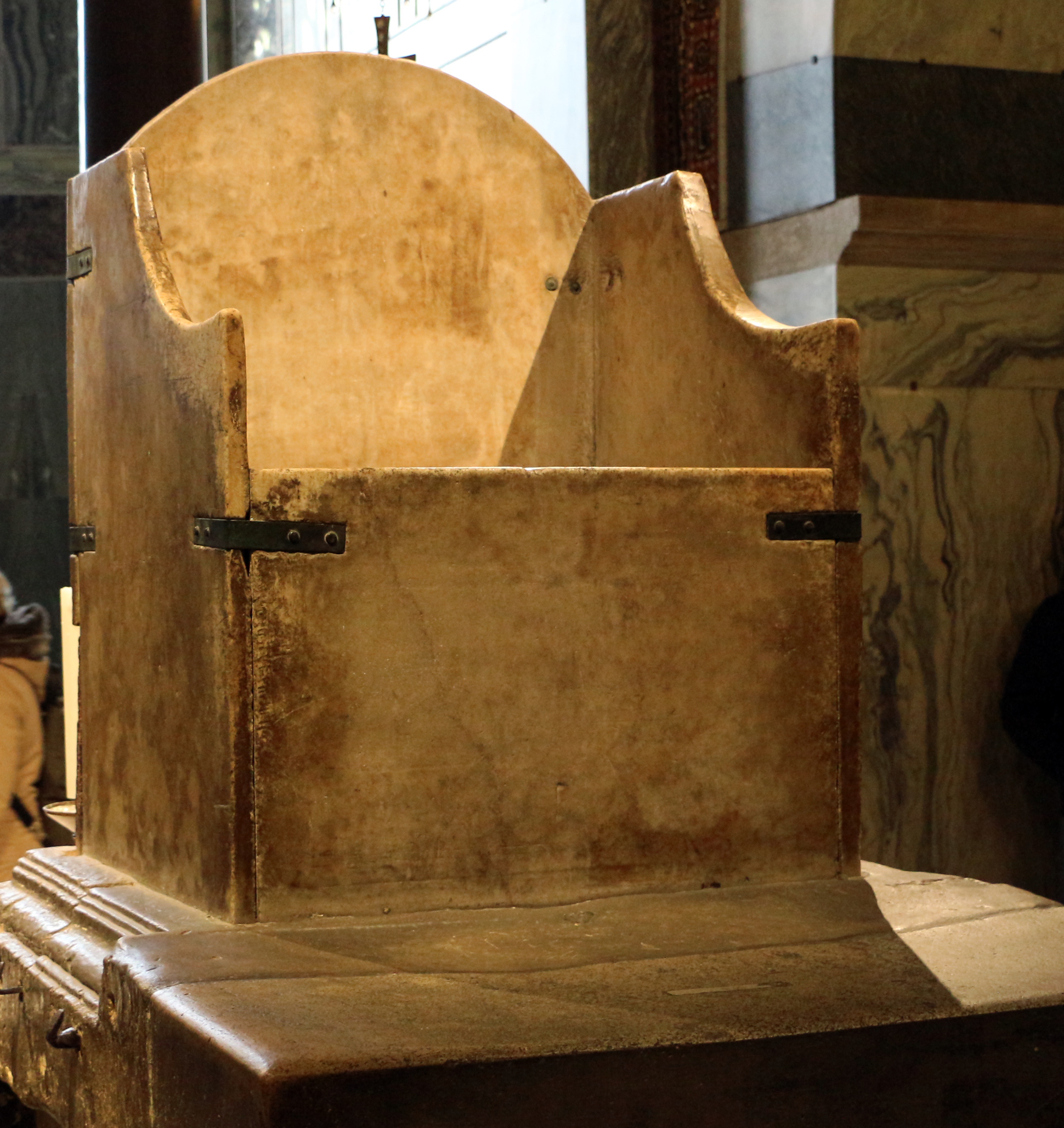
Il Trono di Carlo Magno ad Aquisgrana, metonimia per il potere imperiale

La disputa sul trono tedesco o lotta per il trono tedesco (tedesco: Deutscher Thronstreit) fu un conflitto politico nel Sacro Romano Impero protrattosi dal 1198 al 1215. La disputa, che vide contrapporsi la casata degli Hohenstaufen e quella dei Welfen, si incentrava su chi dovesse succedere sul trono all'imperatore Enrico VI, prematuramente morto. Dopo un conflitto durato 17 anni, lo Staufer Federico II riuscì a prevalere.

## Cause
Il 28 settembre 1197, l'imperatore Enrico VI, appena trentaduenne, morì inaspettatamente, generando concitazione tra i principi tedeschi circa la futura direzione che avrebbe dovuto prendere l'Impero. C'erano infatti forze che si opponevano alla stabilizzazione del potere nelle mani degli Hohenstaufen, come il fallimento dell'Erbreichsplan di Enrico VI aveva già dimostrato. I principi dovevano ora decidere se riconoscere o meno il figlio di Enrico, Federico II, di soli tre anni, come successore. Sebbene Federico fosse già stato eletto alla fine del 1196 a Francoforte sotto la considerevole influenza dell'arcivescovo di Magonza, Corrado di Wittelsbach, e del duca di Svevia, Filippo, la tentazione fra la nobiltà germanica di sottrarre il proprio appoggio dall'ex casa regnante crebbe.

## L'ascesa al soglio di papa Innocenzo III

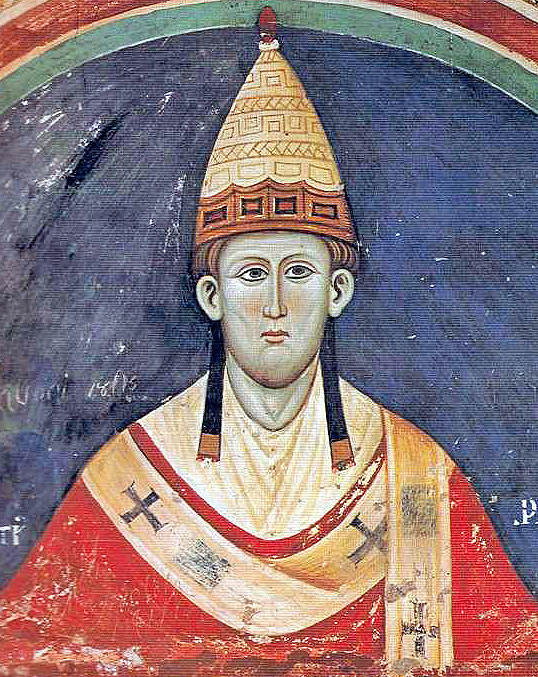
Innocenzo III in un affresco nell'abbazia di Subiaco, c. 1219

Mentre i principi tedeschi discutevano, il trentasettenne Lotario di Segni salì al soglio di San Pietro il 22 febbraio 1198 col nome Innocenzo III, un papa la cui forte personalità conferì all'ufficio pontificio una rinnovata autorità politica e spirituale: i suoi obiettivi includevano il ripristino della sovranità papale su Roma e sui domini pontifici, il recupero della sovranità feudale sul regno di Sicilia e del controllo dell'Italia centrale, il consolidamento degli Stati italiani sotto la guida del papato.
La madre di Federico, Costanza di Sicilia, promosse un cambio di allineamento politico nell'Italia meridionale: cercò infatti rapporti più stretti con Roma, ruppe ogni legame con il resto dell'Impero, espulse i tedeschi dai territori siciliani, rinunciò ai diritti di suo figlio Federico sul trono romano-germanico, facendolo invece incoronare re di Sicilia nel 1198, pur mantenendo per sé titolo di imperatrice vedova. Questa politica di separazione tra le corone di Sicilia e Impero era del tutto in linea con i desideri di Innocenzo, il quale diede tuttavia il suo assenso solo dopo aver strappato a Costanza un concordato nel quale si confermavano i diritti ecclesiastici sulla corona siciliana, lasciando al sovrano solo il diritto di conferma reale in occasione dell'elezione dei vescovi. Innocenzo ristabilì appena in tempo l'antico rapporto feudale, data l'inaspettata e prematura morte di Costanza nel 1198; il papa poteva ora prendere il controllo sul giovane Federico come suo feudatario e determinare così il futuro della Sicilia.

## La duplice elezione

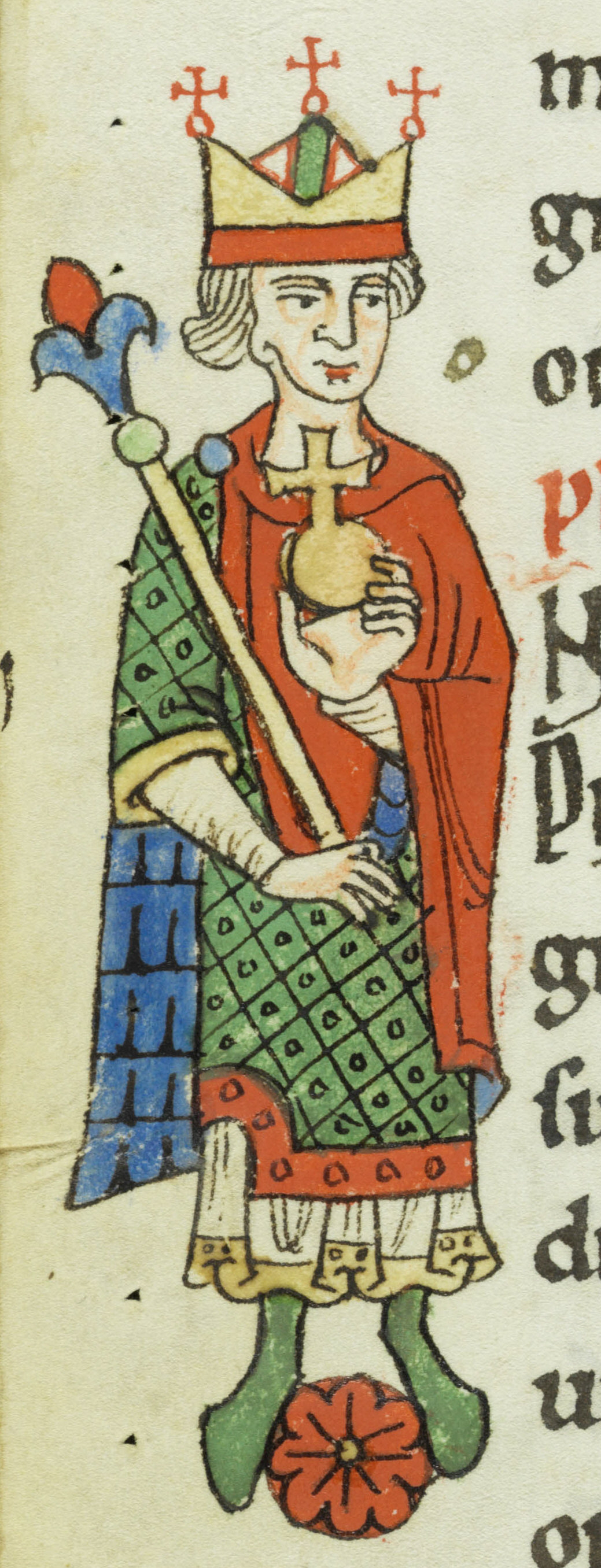
Ritratto di Filippo di Svevia da un manoscritto, c. 1200

Dopo che Costanza aveva ritirato suo figlio Federico dalla corsa per la corona romana, i principi non riuscivano ad accordarsi su chi avrebbero dovuto eleggere re. Il candidato più promettente in un primo momento fu il duca di Sassonia, Bernardo III del casato di Ascania, che riuscì ad assicurarsi il sostegno inter alia dell'arcivescovo di Colonia, Adolfo di Altena. Tuttavia, il re inglese Riccardo I propose suo nipote, l'allora conte di Poitou, Ottone di Brunswick, figlio del duca di Sassonia Enrico il Leone. La prospettiva che un Welfen come Ottone potesse diventare re indusse Bernardo e i principi sassoni a schierarsi con il fratello minore di Enrico VI, il duca di Svevia, Filippo. Bernardo temeva infatti che i Welfen avrebbero approfittato della situazione per avanzare pretese sul ducato di Sassonia, che avevano perso nel 1180 in occasione dello Hoftag di Gelnhausen. Lo stesso temeva Ludovico I di Wittelsbach, duca di Baviera. Sotto la pressione dei principi sassoni, Filippo di Svevia che, come zio del giovane Federico, voleva solo assicurare il regno al nipote, alla fine accettò la sua elezione a re.
Filippo fu eletto re a Mühlhausen, in Turingia, l'8 marzo 1198 (domenica Laetare), da principi simpatizzanti degli Hohenstaufen. Il suo sostegno veniva da Leopoldo il glorioso duca di Stiria ed erede d'Austria (capo della Nazione Carantanio-Bavarese), da Ottocaro I duca di Boemia, dai Wittelsbach, dai signori svevi e dal duca Bertoldo V di Zähringen, e dal langravio Ermanno I di Turingia, nonché dai rappresentanti dei principi sassoni e dagli arcivescovi Liudolfo di Magdeburgo e Adalberto di Salisburgo; tuttavia, l'elezione avvenne in assenza degli arcivescovi di Colonia, Magonza e Treviri, che erano abituali partecipanti, e, sebbene non ci fossero ancora procedure e autorità stabilite per l'elezione, le consuetudines avevano comunque un loro peso.
I principi antisvevi non accettarono questo risultato. Così il 9 giugno elessero Ottone di Brunswick come antiré di Filippo di Svevia, che era stato eletto ma non ancora incoronato. L'incoronazione di Ottone avvenne il 12 luglio, mentre Filippo fu incoronato l'8 settembre.
Ci si ritrovò così con due re contemporaneamente, tuttavia nessuno dei due era stato eletto e incoronato seguendo l'antica cerimonia tradizionale. Filippo aveva ricevuto durante l'incoronazione le insegne imperiali - la corona imperiale, il globo imperiale e la spada imperiale - ma la sua elezione era avvenuta presso un luogo non consuetudinario, Mühlhausen (sebbene si potesse affermare ci fosse stato un precedente nel 1135, quando il prozio di Filippo, Corrado venne proclamato re nella medesima città). Inoltre, la sua incoronazione non si era svolta né nel "giusto luogo", cioè Magonza o Aquisgrana, né sotto la "giusta autorità", dato che fu incoronato dall'arcivescovo borgognone Aimone II di Tarantasia e non dall'arcivescovo di Colonia. L'elezione e l'incoronazione di Ottone erano avvenute nei luoghi corretti, Colonia e Aquisgrana, e la sua incoronazione avvenne per mano dell'arcivescovo di Colonia, ma vi si dovettero utilizzare delle insegne sostitutive. Perciò né Filippo né Ottone avevano piena legittimità per esercitare il potere monarchico.
Benché papa Innocenzo III fosse dell'opinione che spettava al pontefice stabilire chi dovesse sedere sul trono e a chi dovessero sottomettersi i principi spirituali e temporali, preferì non pronunciarsi in attesa che l'esito della lotta per il potere fosse chiaro. Fu, tuttavia, ben informato degli eventi dal suo legato pontificio, il vescovo Radulfo di Sutri, che era anche impegnato nelle trattative con Filippo per una soluzione alla sua scomunica, rimediata durante il regno del fratello. Tuttavia in breve nacque un dissenso tra lo Staufer e il papa sulla questione della posizione della Sicilia nell'Impero: Filippo non condivideva il punto di vista della cognata circa la dipendenza feudale della Sicilia dal papa e non si mostrò quindi disposto a considerare il regno come un feudo papale. Innocenzo iniziò perciò a favorire il Welfen, il quale, dopo la morte del suo più potente sostenitore, Riccardo I d'Inghilterra, nell'aprile del 1199, divenne ancora più dipendente dall'appoggio papale. Il 28 maggio 1199 anche il partito dello Hohenstaufen presentò una propria petizione al pontefice nella dichiarazione dei principi di Spira: in essa la netta maggioranza dei sostenitori di Filippo assicurava che i diritti della Chiesa sarebbero stati rispettati se, in cambio, i diritti dell'imperatore fossero stati rispettati dalla Chiesa. Inoltre, fu annunciata un'imminente visita di Filippo a Roma per la sua incoronazione imperiale.

## La decisione di Innocenzo

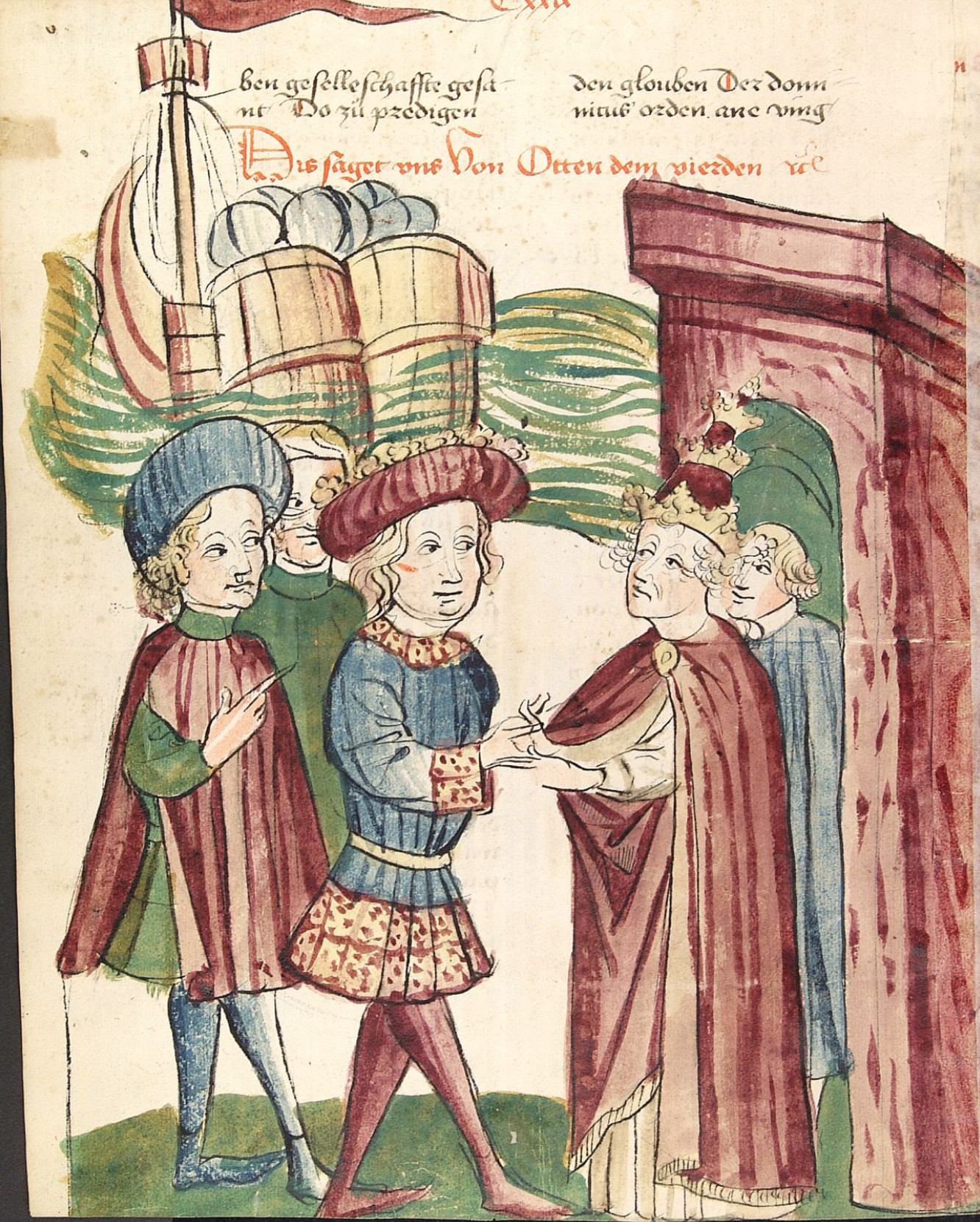
L'incontro tra Ottone IV e Innocenzo III

Innocenzo III abbandonò ora la sua moderazione e, il 3 maggio 1199, annunciò che avrebbe presto deciso a chi avrebbe concesso l'approvazione papale. Il 20 maggio 1199 dichiarò all'arcivescovo di Colonia e agli altri firmatari della lettera di raccomandazione di Ottone che avrebbe sostenuto il Welfen, se quest'ultimo si fosse dimostrato fedele alla Chiesa. Per Ottone la strada per un'alleanza con la Curia romana era ormai aperta. Gli interessi politici del papato furono cruciali per questa decisione, dato che Filippo rifiutava ancora di riconoscere esplicitamente la sovranità papale sulla Sicilia; inoltre Ottone si adoperò a produrre per legittimare la propria rivendicazione al trono rispetto a quella dello Staufer una serie di documenti, tra i quali la mai revocata scomunica di Filippo.
Il papa intervenne ora con energia nella disputa, bandì Filippo e i suoi seguaci compresi i firmatari della dichiarazione di Spira, e procedette con piena severità contro di loro. Il partito dello Hohenstaufen reagì con una violenta protesta in diversi Hoftage e respinse l'ingerenza del papa nelle elezioni tedesche come un procedimento inaudito. Nel maggio 1202, Innocenzo promulgò la decretale Venerabilem (in seguito incorporata nel Corpus Iuris Canonici), indirizzata al duca Zähringen, nella quale esponeva la sua visione del rapporto tra papato e impero:
- I principi tedeschi avevano il diritto di eleggere il re, il quale avrebbe dovuto in seguito diventare imperatore. Questo diritto fu concesso loro dalla Santa Sede quando essa trasferì la dignità imperiale dai Greci ai Tedeschi nella persona di Carlo Magno.
- Il diritto di investigare e decidere se il re così eletto fosse degno della dignità imperiale apparteneva al papa, cui spettava ungerlo, consacrarlo e incoronarlo; se così non fosse, il papa potrebbe essere costretto a ungere consacrare e incoronare anche un re scomunicato, eretico o pagano.
- Se il papa trovasse il re eletto dai principi indegno della dignità imperiale, i principi dovranno eleggere un nuovo re, altrimenti, se avranno rifiutato di farlo, il papa conferirà la dignità imperiale a un altro re; poiché la Chiesa ha necessità di un patrono e di un difensore.
- In caso di duplice elezione, il papa esorterà i principi a raggiungere un accordo. Se entro due intervalli non avranno raggiunto un accordo, dovranno chiedere al papa di arbitrare la questione e, dovesse l'arbitrato fallire, questi dovrà secondo il proprio giudizio e in virtù del proprio ufficio decidere in favore di uno dei pretendenti. La decisione del papa non dovrà basarsi sulla maggiore o minore legalità di una delle due elezioni, bensì sull'idoneità dei pretendenti.

Innocenzo ribadì in questo modo che l'ultima parola sull'elezione imperiale spettava sempre al pontefice.
Tra il 1202 e il 1203, Ottone cercò di accrescere il proprio potere tramite conquiste, accordi e alleanze, nonché grazie al sostegno di numerosi principi secolari. Ma presto divenne evidente che questi successi erano solo illusori e la mancanza di lealtà da parte della maggioranza della nobiltà lo privò del sostegno di cui aveva bisogno; a causa di alcuni disaccordi e trasferimenti di potere nell'est, suo fratello, il conte palatino Enrico, lo abbandonò, come fece anche Adolfo di Colonia, che lo aveva incoronato. Quando Filippo si mosse verso il basso Reno, l'arcivescovo lo incoronò il 6 gennaio 1205, a seguito di un'altra elezione. Dopo diverse minacce, Innocenzo III rimosse Adolfo dall'incarico e lo scomunicò, indicendo immediatamente nuove elezioni arcivescovili. Quando però Ottone, dopo aver perso definitivamente il controllo di Colonia nel novembre 1206, fu costretto a ripiegare a Brunswick di fronte all'avanzata dello Staufer, Innocenzo si trovò obbligato a scendere a compromessi con Filippo. Tuttavia, il 21 giugno 1208, poco prima della conclusione del trattato, Filippo fu assassinato a Bamberga dal conte palatino Ottone di Wittelsbach a causa di una faida privata.
L'omicidio del re cambiò radicalmente il corso della storia tedesca. Papa Innocenzo III interpretò l'evento come un giudizio divino a conferma della validità della sua decisione nella disputa sul trono. Rimasto senza re rivali e promettendo si sposare Beatrice, la figlia maggiore di Filippo (Filippo non aveva eredi maschi), Ottone IV divenne improvvisamente il sovrano indiscusso dell'intero regno. La regalità di Ottone fu riconosciuta in un'elezione l'11 novembre 1208 a Francoforte sul Meno. Il Welfen dichiarò di voler sottoporre la sua pretesa al trono interamente al giudizio e alla volontà del papa, e nel 22 marzo 1209 rinnovò e addirittura estese le promesse fatte nella dichiarazione di Spira.

## Il tradimento di Ottone
Fu così spianata la strada per l'incoronazione imperiale di Ottone, avvenuta il 4 ottobre. Ma Innocenzo scoprì presto di essere stato grandemente ingannato dal nuovo imperatore. Ottone iniziò, poco dopo la sua incoronazione, a cercare di recuperare i possedimenti trasferiti al papato, in particolare quelli di Matilde di Toscana, infrangendo le promesse fatte. Quando l'imperatore iniziò persino a preparare un'invasione della Sicilia nel novembre 1210, con l'obiettivo di riportare la situazione a quella del 1197, papa Innocenzo scomunicò Ottone e liberò i suoi sudditi dai loro giuramenti di fedeltà. Il papa si mise subito all'opera, con l'appoggio del re di Francia e dei principi tedeschi, per trovare un nuovo erede al trono; in lizza c'era il solo Federico di Sicilia. Ciò significava che papa Innocenzo era ora costretto ad accettare non solo che al trono salisse nuovamente un membro di quella dinastia che egli aveva fino a poco prima demonizzato come una famiglia di persecutori della Chiesa, ma anche che le corone di Sicilia e Impero fossero di nuovo unite. Tuttavia sentiva di avere un certo controllo sul giovane Federico, il quale si impegnò, qualora fosse stato incoronato imperatore, a mantenere inalterato il rapporto feudale verso il papa. Il figlio di un anno di Federico, Enrico, fu incoronato re di Sicilia su richiesta del pontefice, e Innocenzo ricevette così una sorta di assicurazione sulla separazione delle corone.

## L'ascesa al trono di Federico

Federico II di Svevia

A seguito delle contrattazioni papali, Ottone dovette lasciare i territori siciliani nell'ottobre 1211 e ritornare in Germania, perché la sua posizione nell'Impero era diventata fragile. Ma le sue truppe continuarono ad occupare la Sicilia.
Federico si recò a Roma per prestare giuramento di fedeltà al suo signore feudale, il papa, il quale lo consacrò re e imperatore "per scelta di Dio e del papa", formula che rispecchiava anche l'effettivo equilibrio dei poteri. Nel settembre 1212 Federico riuscì ad entrare a Costanza e radunare intorno a sé i propri seguaci. Ancora una volta in Germania scoppiò la guerra civile. Ancora una volta, come cantava Walther von der Vogelweide, "il papa aveva posto due tedeschi sotto una corona, portando disunione e devastazione in tutto l'Impero".
Federico doveva il suo successo alla sua appartenenza al casato degli Hohenstaufen, alla legittimazione papale e al sostegno francese. Il 5 dicembre 1212 fu formalmente rieletto re a Francoforte da una grande assemblea di principi e incoronato quattro giorni dopo a Magonza.

## Esito
L'esito finale della contesa per il trono fu deciso su un campo di battaglia straniero. Ottone infatti aveva offerto sostegno militare al proprio zio inglese, re Giovanni, nel conflitto tra Inghilterra e Francia per i possedimenti inglesi in Europa continentale. Il 27 luglio 1214, Filippo II di Francia, pur senza la partecipazione del suo alleato, Federico, ottenne una brillante vittoria su Ottone nella battaglia di Bouvines. Ottone IV non si riprese più da questa sconfitta e i suoi alleati rimanenti lo abbandonarono. Morì nell'Harzburg il 19 maggio 1218.
L'ascesa al potere di Federico fu completata il 25 luglio 1215, ad Aquisgrana, quando si incoronò nuovamente re; questa volta nel "posto giusto". Aveva già ripagato molto tempo prima il sostegno del papa alla sua ascesa al trono; il 12 luglio 1213 aveva concesso alla Chiesa un grande privilegio: la Bolla d'oro di Eger, nella quale riportava ancora una volta per iscritto le concessioni già fatte alla Curia. La bolla includeva anche il riconoscimento della libertà delle elezioni episcopali, delle terre recuperate dal papato, della sovranità del papa sulla Sicilia, oltre alla promessa dell'aiuto contro gli eretici. Ora non si trattava più solo di un accordo segreto, ma di un solenne privilegio firmato da principi e ministeriali imperiali.